# Насилие над детьми
Наси́лие над детьми́ — жестокое или плохое обращение с детьми. Может выражаться в форме физического и (или) эмоционального плохого обращения, сексуального насилия, пренебрежения, отсутствия заботы, а также торговли или других форм эксплуатации, способных привести или приводящих к фактическому ущербу для здоровья ребёнка, его выживания, развития или достоинства в контексте отношений ответственности, доверия или власти. Согласно ВОЗ, насилие над детьми является глобальной проблемой с серьёзными пожизненными последствиями.

## Виды насилия над детьми

### Физическое насилие
Законность телесных наказаний детей по состоянию на 2024 год
Физическое насилие над ребёнком — преднамеренное нанесение взрослым ребёнку побоев, травм, повреждений, увечий. Признаками физического насилия являются синяки, царапины, рубцы, ожоги, ссадины, раны, переломы, а также грубое обращение, которое может привести к увечьям, психологическим травмам и отклонении в развитии. Часто граница между телесными наказаниями и физическим насилием размыта. Культурные нормы, определяющие физическое насилие, сильно разнятся: как среди специалистов, так и среди общественности нет единого мнения о том, какие именно действия считать физическим насилием. Некоторые специалисты считают, что культурные нормы, допускающие телесные наказания, являются одной из причин насилия над детьми, и организуют кампании за изменение этих норм.С 1979 по 2025 год телесные наказания родителями были запрещены в 68 (в том числе в 35 европейских и 12 африканских) странах. Во многих странах, где подобного запрета нет, данная практика вызывает множество споров.

### Сексуальное насилие
Сексуальное насилие над ребёнком — это насилие взрослого человека или старшего подростка над ребёнком с целью сексуальной стимуляции. Под сексуальным насилием подразумевается вовлечение ребёнка в сексуальные действия, направленные на физическое удовлетворение человека, осуществляющего насилие, или на извлечение им прибыли. К формам сексуального насилия над ребёнком относятся предложение или принуждение ребёнка к сексуальным действиям (вне зависимости от результата), демонстрация ребёнку гениталий, демонстрация ребёнку порнографии, сексуальный контакт с ребёнком, физический контакт с гениталиями ребёнка, рассматривание гениталий ребёнка без физического контакта, использование ребёнка для производства детской порнографии.
Последствиями сексуального насилия в детстве могут быть чувство вины, самообвинения, флешбеки, ночные кошмары, бессонница, страхи, связанные с воспоминаниями о насилии (в том числе страхи объектов, запахов, мест, посещений врача и др.), неадекватная самооценка, сексуальные расстройства, хронические боли, химические зависимости, самоповреждения, суицидальные мысли, соматические расстройства, депрессия, посттравматическое стрессовое расстройство, тревожность, другие психические расстройства (в том числе пограничное расстройство личности и диссоциативное расстройство личности, булимия).

### Эмоциональное насилие
Эмоциональное насилие определяется как однократное или хроническое воздействие на ребёнка, враждебное или безразличное отношение к нему, приводящее к снижению самооценки, утрате веры в себя, формированию патологических черт характера, вызывающее нарушение социализации. К эмоциональному насилию относятся, в частности, громкий крик на ребёнка, грубое и оскорбительное обращение, невнимание, резкая критика, обзывание, высмеивание, унижение, угрозы, уничтожение личных вещей ребёнка, пытки или убийство домашнего животного.
Реакция детей на эмоциональное насилие может выражаться в дистанцировании от насильника, интериоризации оскорбительных оценок или сопротивлении путём оскорбления насильника. Эмоциональное насилие может приводить к формированию болезненной привязанности, склонности жертв винить себя в совершённом в отношении них насилии, выученной беспомощности и чрезмерно пассивному поведению.

### Отсутствие заботы
Отсутствие заботы — это пренебрежение основными потребностями ребёнка (в еде, одежде, жилье, медицинской помощи или присмотре) со стороны родителя или другого человека, несущего ответственность за ребёнка, в результате чего здоровье, безопасность и благополучие ребёнка оказываются под угрозой. К наблюдаемым признакам отсутствия заботы относится постоянное непосещение ребёнком школы, попрошайничество, кражи ребёнком денег или еды, грязная кожа или одежда, отсутствие сезонной одежды.
Заброшенные дети могут страдать задержками физического и психосоциального развития, что может стать причиной психических расстройств и нарушения нейропсихологических функций, в том числе исполнительных функций, внимания, речи, памяти и социальных навыков. По данным исследований, дети, пережившие отсутствие заботы, как правило, впоследствии не воспринимают взрослых как источник безопасности и демонстрируют повышенную агрессивность и гиперактивность, что может помешать формированию здоровой и прочной привязанности к приёмным родителям. Адаптируясь к насильственному или непостоянному родителю или опекуну, такие дети становятся настороженными и недоверчивыми; часто отмечают их неискренность и склонность к манипуляциям. Жертвы отсутствия заботы впоследствии могут испытывать трудности при завязывании и поддержании дружеских и романтических отношений в результате недостатка привязанностей в детстве.

## Статистика
По данным ВОЗ, примерно 20 % женщин и 5—10 % мужчин сообщают о том, что в детстве подвергались сексуализированному насилию; 25—50 % всех детей сообщают о том, что подвергались физическому насилию.
Исследовательница К. С. Танг опросила 1662 родителей, у которых есть несовершеннолетние дети, в рамках изучения китайских домохозяйств в Гонконге. По результатам опроса матери физически чаще наказывали детей, чем отцы — в 60,6 % и 50,7 % случаев соответственно. При этом телесным наказаниям чаще подвергали мальчиков (60,7 %), чем девочек (53,9 %), однако гендерные различия были связаны с возрастом. Среди детей до 4 лет и подростков старше 13 лет, то есть в возрастных группах, которых реже наказывали физически, статистически значимой разницы применения телесных наказаний в связи с полом не было выявлено. В возрастной группе 5—12 лет мальчиков наказывали значительно чаще оба родителя.
В России, по данным на 1997 год, ежегодно около 2 млн детей в возрасте до 14 лет избиваются родителями, 10 % этих детей умирают от побоев, а 2 тыс. детей заканчивают жизнь самоубийством. По состоянию на 2012 год, МВД ежегодно фиксирует более 600 тыс. правонарушений в отношении несовершеннолетних, из них 400 тыс. составляют правонарушения, совершённые родителями в отношении собственных детей.
Согласно Росстату, в 2010 году в России от преступных посягательств пострадали 100 тыс. несовершеннолетних, из которых погибли 1,7 тыс., получили тяжкий вред здоровью — 2,4 тыс. В последние годы в России наблюдается снижение числа детей, пострадавших от преступлений. Так, в 2006 году их число составляло 194 тыс., из которых погибло 2,9 тыс., получило тяжкий вред здоровью — 3,0 тыс. Больше 80 процентов преступлений против детей в России совершаются в семье. При этом, если ребёнка не убили или его здоровью не причинили тяжкий вред, даже когда истязания длились годами, осужденные за преступления против детей в большинстве случаев приговаривались лишь к условным срокам лишения свободы или исправительным работам.
В США в 2011 году от жестокого обращения с детьми до 18 лет пострадало 676 569 несовершеннолетних, из них от физического насилия 118 825 детей и от сексуального насилия 61 472 детей.
По данным ЮНИСЕФ, каждые 5 минут в мире убивают ребёнка.

## Последствия
По данным исследований, любые формы насилия в детстве увеличивают вероятность многих хронических заболеваний. К наиболее надёжным исследованиям в этой сфере относят масштабное исследование «Опыт неблагополучного детства», проведённое правительственным Центром по контролю и профилактике заболеваний США, в ходе которого были обнаружены корреляции между пережитым насилием или отсутствием заботы и повышенным уровнем заболеваемости хроническими болезнями, рискованного поведения и сокращённой продолжительности жизни.
Для детей, переживших отсутствие заботы или физическое насилие, более вероятно возникновение психических проблем или нарушений привязанности.

## Защита пострадавших и предотвращение насилия
Насилие над детьми запрещено рядом международных документов и национальных законов. Российское законодательство предусматривает различные виды ответственности за жестокое обращение с детьми: административную (за неисполнение или ненадлежащее исполнение обязанностей по содержанию, воспитанию, обучению, защите прав и интересов несовершеннолетних — ст. 5.35 КоАП) или уголовную (за все виды физического и сексуального насилия над детьми, например ст. 116 УК РФ (побои), ст. 117 (истязание), ст. 131 (изнасилование), ст. 135 (развратные действия). Насилие над детьми также может служить основанием для привлечения родителей или лиц, их заменяющих, к гражданско-правовой ответственности в соответствии с Семейным кодексом РФ (лишение или ограничение родительских прав, отобрание ребёнка при непосредственной угрозе его жизни или здоровью).
Во многих странах действуют социальные службы, выявляющие случаи насилия над детьми и отсутствия заботы. В России для создания такой службы есть законодательные препятствия — не ратифицированы два международных правовых документа: Факультативный протокол к Конвенции о правах ребёнка, касающийся торговли детьми, детской проституции и детской порнографии (2000) и Конвенцию о преступности в сфере компьютерной информации (Будапешт, 23 ноября 2001).
Тем не менее, в России действуют различные телефоны доверия для детей, в частности всероссийский бесплатный телефон доверия: 8 800 2000 122.

### Предотвращение
Согласно официальной позиции ВОЗ, для предотвращения насилия над детьми наиболее эффективны многосекторальные программы, направленные на поддержку родителей и обучение их навыкам ухода за ребёнком и его воспитания. Такие программы предполагают, в частности, посещения родителей и детей на дому медсёстрами для поддержки, обучения и предоставления информации, а также групповые занятия для родителей, где их обучают навыкам воспитания детей, расширяют знания о развитии ребёнка, развивают стратегии позитивного обращения с детьми.
ВОЗ также рекомендует специальные программы, направленные на профилактику травм головы в результате синдрома детского сотрясения (информирование молодых родителей о синдроме детского сотрясения, проводимое в больницах до выписки новорождённого), и программы профилактики сексуального насилия над детьми (информирование детей в школах о праве собственности на своё тело, обучение распознаванию угрожающих ситуаций, обучение отказывать старшему и рассказать об инциденте заслуживающему доверие взрослому).